# Pro14 2017-18
El Pro 14 2017-18, también conocido como Guinness Pro14 (por cuestiones de patrocinio) fue la decimoséptima temporada de la Liga Celta. Fue la primera temporada que a la competencia se la conoce como Pro14, con la adición de dos equipos sudafricanos.
Se confirman catorce equipos para competir esta temporada: 4 de Irlanda (Connacht, Leinster, Munster y Ulster), 4 de Gales (Cardiff Blues, Ospreys, Newport Dragons y Scarlets), 2 de Italia (Benetton Treviso y Zebre), 2 de Escocia (Glasgow Warriors y Edinburgh), y 2 de Sudáfrica (Cheetahs y Southern Kings).
Leinster se coronó campeón habiendo ganado la final de la temporada en el Aviva Stadium sobre Scarlets para llevarse su quinto título y sellar un doble al lograr también la Copa de Europa, convirtiéndose en el sexto equipo en hacerlo y el primero desde el Pro14.

## Equipos participantes
| Equipo           | Ciudad           | Estadio                                          | Capacidad     | Entrenador(es)    |
| ---------------- | ---------------- | ------------------------------------------------ | ------------- | ----------------- |
| Benetton Treviso | Treviso          | Stadio Comunale di Monigo                        | 6700          | Kieran Crowley    |
| Cardiff Blues    | Cardiff          | Cardiff Arms Park                                | 12 125        | Danny Wilson      |
| Cheetahs         | Bloemfontein     | Estadio Free State                               | 48 000        | Rory Duncan       |
| Irlanda Connacht | Galway           | Galway Sportsgrounds                             | 8100          | Kieran Keane      |
| Edinburgh        | Edimburgo        | Estadio Myreside Estadio de Murrayfield          | 5500 67 144   | Richard Cockerill |
| Glasgow Warriors | Glasgow          | Estadio Scotstoun                                | 9708          | Dave Rennie       |
| Leinster         | Dublín           | RDS Arena Estadio Aviva                          | 18 500 51 700 | Leo Cullen        |
| Munster          | Limerick         | Thomond Park Musgrave Park                       | 25 600 9500   | Rassie Erasmus    |
| Newport Dragons  | Newport          | Rodney Parade                                    | 8500          | Bernard Jackman   |
| Ospreys          | Swansea          | Liberty Stadium                                  | 20 827        | Steve Tandy       |
| Scarlets         | Llanelli         | Parc y Scarlets                                  | 14 870        | Wayne Pivac       |
| Southern Kings   | Puerto Elizabeth | Estadio Nelson Mandela Bay Isaac Wolfson Stadium | 48 459 10 000 | Deon Davids       |
| Ulster           | Belfast          | Estadio Kingspan                                 | 18 196        | Les Kiss          |
| Zebre            | Parma            | Stadio Sergio Lanfranchi                         | 5000          | Michael Bradley   |

## Cambios para la temporada
El 18 de mayo de 2017, la European Professional Club Rugby anunció cambios claves en la forma en que los equipos del Pro14 se clasifican para la Copa de Europa de Rugby. Al final de la temporada 2017-18, los siete mejores equipos se clasificarán automáticamente para la Copa de Europa de Rugby 2018-19, independientemente de su país de origen (anteriormente los siete clasificados incluían al menos un equipo de Irlanda, Gales, Escocia e Italia).
El 30 de junio de 2017, la BBC Wales informó que los dos equipos sudafricanos que serían eliminados del Super Rugby, Cheetahs y Southern Kings, se agregarían inmediatamente al Pro12 (actualmente Pro14). Actualmente, los dos equipos sudafricanos adicionales no serán elegibles para clasificarse para los torneos de Europa.

## Formato
Los catorce equipos se dividirán en dos conferencias de siete equipos, y cada conferencia contará con dos equipos de Irlanda y Gales y uno por  parte de Italia, Escocia y Sudáfrica. La temporada regular estará compuesta por 21 rondas: 
- 12 partidos en casa y fuera de casa, para cada equipo en su propia conferencia,
- 7 juegos en casa o fuera de casa contra los equipos contrarios en la otra conferencia,
- más dos derbis regionales.

Los play-offs incluirán, por primera vez, una ronda de dos cuartos de final antes de las semifinales y la final.

## Clasificación

### Conferencia A
Actualizado a últimos partidos disputados el 28 de abril de 2018 (21.ª Jornada).
|  |    | Equipos          |             | PJ | PG | PE | PP | PF  | PC  | Dif  | PBO | PBD | Pts |
|  | -- | ---------------- | ----------- | -- | -- | -- | -- | --- | --- | ---- | --- | --- | --- |
|  | 1. | Glasgow Warriors | Sin cambios | 21 | 15 | 1  | 5  | 614 | 366 | +248 | 12  | 2   | 76  |
|  | 2. | Munster          | Sin cambios | 21 | 13 | 1  | 7  | 568 | 361 | +207 | 10  | 5   | 69  |
|  | 3. | Cheetahs         | Sin cambios | 21 | 12 | 0  | 9  | 609 | 554 | +55  | 10  | 5   | 63  |
|  | 4. | Cardiff Blues    | Sin cambios | 21 | 11 | 0  | 10 | 502 | 482 | +20  | 5   | 5   | 54  |
|  | 5. | Ospreys          | Sin cambios | 21 | 9  | 0  | 12 | 390 | 487 | -97  | 5   | 3   | 44  |
|  | 6. | Connacht         | Sin cambios | 21 | 7  | 0  | 14 | 445 | 477 | -32  | 5   | 6   | 39  |
|  | 7. | Zebre            | Sin cambios | 21 | 7  | 0  | 14 | 408 | 593 | -185 | 4   | 4   | 36  |

### Conferencia B
Actualizado a últimos partidos disputados el 28 de abril de 2018 (21.ª Jornada).
|  |    | Equipos          |             | PJ | PG | PE | PP | PF  | PC  | Dif  | PBO | PBD | Pts |
|  | -- | ---------------- | ----------- | -- | -- | -- | -- | --- | --- | ---- | --- | --- | --- |
|  | 1. | Leinster         | Sin cambios | 21 | 14 | 1  | 6  | 601 | 374 | +227 | 10  | 2   | 70  |
|  | 2. | Scarlets (T)     | Sin cambios | 21 | 14 | 1  | 6  | 528 | 365 | +163 | 9   | 3   | 70  |
|  | 3. | Edinburgh        | Sin cambios | 21 | 15 | 0  | 6  | 494 | 375 | +119 | 7   | 1   | 68  |
|  | 4. | Ulster           | Sin cambios | 21 | 12 | 2  | 7  | 538 | 482 | +56  | 8   | 2   | 62  |
|  | 5. | Benetton Treviso | Sin cambios | 21 | 11 | 0  | 10 | 415 | 451 | -36  | 6   | 5   | 55  |
|  | 6. | Newport Dragons  | Sin cambios | 21 | 2  | 2  | 17 | 378 | 672 | -294 | 4   | 4   | 20  |
|  | 7. | Southern Kings   | Sin cambios | 21 | 1  | 0  | 20 | 378 | 829 | -451 | 4   | 3   | 11  |

Pts = Puntos totales; PJ = Partidos Jugados; G = Partidos Ganados; E = Partidos Empatados; P = Partidos Perdidos; PF = Puntos a favor; PC = Puntos en contra; Dif = Diferencia de puntos; PBO = Bonus ofensivos; PBD = Bonus defensivos
|  | Campeón 2017/18.                                                                    |
|  | Clasificados para la fase eliminatoria y promovidos para la Copa de Europa 2018/19. |
|  | Clasificado para la Copa de Europa 2018/19.                                         |
|  | Desempataran por un lugar en la fase de clasificación de la Copa de Europa 2018/19. |
|  | (T) Campeón 2016/17.                                                                |

## Resultados

### Fase eliminatoria
|  | Reclasificación | Reclasificación  |          |    | Semifinales | Semifinales |  |          | Final | Final |  |
|  |                 |                  |          |    |             |             |  |          |       |       |  |
|  |                 |                  |          |    |             |             |  |          |       |       |  |
|  |                 |                  |          |    |             |             |  |          |       |       |  |
|  |                 |                  |          |    |             |             |  |          |       |       |  |
|  |                 |                  |          |    |             |             |  |          |       |       |  |
|  |                 | Glasgow Warriors | 13       |    |             |             |  |          |       |       |  |
|  |                 |                  | 13       |    |             |             |  |          |       |       |  |
|  |                 |                  | Scarlets | 28 |             |             |  |          |       |       |  |
|  | Scarlets        | 43               | Scarlets | 28 |             |             |  |          |       |       |  |
|  | Scarlets        | 43               |          |    |             |             |  |          |       |       |  |
|  | Cheetahs        | 8                |          |    |             |             |  |          |       |       |  |
|  | Cheetahs        | 8                |          |    |             |             |  | Scarlets | 32    |       |  |
|  |                 |                  |          |    |             |             |  | Scarlets | 32    |       |  |
|  |                 |                  | Leinster | 40 |             |             |  |          |       |       |  |
|  |                 |                  | Leinster | 40 |             |             |  |          |       |       |  |
|  |                 |                  |          |    |             |             |  |          |       |       |  |
|  |                 |                  |          |    |             |             |  |          |       |       |  |
|  |                 | Leinster         | 16       |    |             |             |  |          |       |       |  |
|  |                 |                  | 16       |    |             |             |  |          |       |       |  |
|  |                 |                  | Munster  | 15 |             |             |  |          |       |       |  |
|  | Munster         | 20               | Munster  | 15 |             |             |  |          |       |       |  |
|  | Munster         | 20               |          |    |             |             |  |          |       |       |  |
|  | Edinburgh       | 16               |          |    |             |             |  |          |       |       |  |
|  | Edinburgh       | 16               |          |    |             |             |  |          |       |       |  |
|  |                 |                  |          |    |             |             |  |          |       |       |  |

#### Reclasificación
| 5 de mayo de 2018, 15:15 UTC (UTC+0) | Munster                                                                                            | 20 - 16 | Edinburgh                                                                                     | Thomond Park, Limerick                                  |                                                         |
|                                      | Tries: Marshall 8' Earls 42' Conversiones: (2/2) Hanrahan 9', 43' Penales: (2/3) Hanrahan 51', 72' | Reporte | Try: 58' Fowles Conversión: 59' Van der Walt (1/1) Penales: 18', 24', 55' Hidalgo-Clyne (3/3) | Asistencia: 10 205 espectadores Árbitro(s): Nigel Owens | Asistencia: 10 205 espectadores Árbitro(s): Nigel Owens |

| 5 de mayo de 2018, 18:15 UTC (UTC+0) | Scarlets | 43 - 8  | Cheetahs                                     | Parc y Scarlets, Llanelli                               |                                                         |
|                                      | Tries: · S. Evans 5', 36' · Halfpenny 16' · Prydie 44' · J.M. Davies 54' · J. Evans 60' · Conversiones: · (2/2) Halfpenny 6', 17' · (3/4) Patchell 37', 44', 56' · Penales: · (1/2) Halfpenny 15' · (0/1) Patchell · Tarjeta: · Patchell 80' | Reporte | Try: 75' Blommetjies Penal: 21' Goosen (1/1) | Asistencia: 7105 espectadores Árbitro(s): George Clancy | Asistencia: 7105 espectadores Árbitro(s): George Clancy |

#### Semifinales
| 18 de mayo de 2018, 19:45 UTC (UTC+0) | Glasgow Warriors                                                                            | 13 - 28 | Scarlets                                                                                               | Scotstoun Stadium, Glasgow                             |                                                        |
|                                       | Tries: · Gray 59' · Grigg 72' · Penal: · (1/1) Russell 13' · Tarjeta: · Grigg 46' hasta 56' | Reporte | Tries: 3' Patchell 16' G. Davies 31' R. Evans 47' Owens Conversiones: 4', 17', 32', 48' Patchell (4/4) | Asistencia: 10 000 espectadores Árbitro(s): John Lacey | Asistencia: 10 000 espectadores Árbitro(s): John Lacey |

| 19 de mayo de 2018, 15:15 UTC (UTC+0) | Leinster                                                                                      | 16 - 15 | Munster | RDS Arena, Dublín                                        |                                                          |
|                                       | Try: Conan 7' Conversión: (1/1) Carbery 7' Penales: (2/3) R. Byrne 20', 43' (1/2) Carbery 76' | Reporte | Tries: · 43' Earls · 78' Grobler · Conversiones: · 78' Keatley (1/2) · Penales: · 18' Hanrahan (1/2) · Tarjeta: · 36' hasta 46' Kleyn | Asistencia: 18 930 espectadores Árbitro(s): Stuart Berry | Asistencia: 18 930 espectadores Árbitro(s): Stuart Berry |

#### Final
| 26 de mayo de 2018, 18:00 UTC (UTC+0) | Scarlets | 32 - 40 | Leinster | Estadio Aviva, Dublín                                    |                                                          |
|                                       | Tries: McNicholl 34', 64', 80' Kruger 78' Conversiones: Halfpenny 64', 80+1' D. Jones 78' Penales: Halfpenny 8', 12' | Reporte | Tries: 29' Toner 40+2' Lowe 51' Cronin 57' Larmour 68' Conan Conversiones: 40+4', 53' Sexton 69' Carbery Penales: 6', 15', 24' Sexton | Asistencia: 46 092 espectadores Árbitro(s): Stuart Berry | Asistencia: 46 092 espectadores Árbitro(s): Stuart Berry |

| Bandera de Irlanda |
| Campeón Leinster   |
| Quinto título      |